# Hylaeora eucalypti
Hylaeora eucalypti is een vlinder uit de familie van de tandvlinders (Notodontidae). De soort komt voor in de zuidelijke helft van Australië.
De vlinder heeft een spanwijdte van ongeveer 8 centimeter voor de mannetjes, en 9 centimeter voor de vrouwtjes. De waardplanten zijn soorten Eucalyptus.